# Serós
Serós (oficialmente y en catalán Seròs) es un municipio y localidad española de la provincia de Lérida, en la comunidad autónoma de Cataluña. Situado al suroeste de la comarca del Segriá, en el límite con Aragón, cuenta con una población de 1902 habitantes (INE 2024).

## Geografía
El río Segre en su curso inferior atraviesa del noreste al suroeste todo el llano de Lérida pero a partir de Alcarrás entra en un valle cada vez más estrecho hasta llegar a encontrarse con el Cinca ante la Granja de Escarpe. Estos veinte kilómetros de recorrido encajado entre colinas y sierras a ambos lados son lo que se puede denominar como Bajo Segre. Soses y Torres de Segre se convierten en la puerta de esta importante vía de comunicación natural que permite desde el Ebro subir al Pirineo. La presencia del agua del río ha hecho también especialmente fértil esta tierra, regada por acequias que cada vez la llevan más lejos del cauce.
La localidad se encuentra a la derecha del río Segre.

## Demografía
Cuenta con una población de 1902 habitantes (INE 2024).
| Gráfica de evolución demográfica de Serós entre 1842 y 2021 |
| |
| Población de derecho según los censos de población del INE Población de hecho según los censos de población del INEEn estos censos se denominaba Serós: 1842, 1857, 1860, 1877, 1887, 1897, 1900, 1910, 1920, 1930, 1940, 1950, 1960, 1970 y 1981 |

| Nacionalidad | Hombres | Mujeres | Total | %     | Proporción |
| ------------ | ------- | ------- | ----- | ----- | ---------- |
| Española     | 689     | 644     | 1333  | 70.5% |            |
| Extranjera   | 327     | 230     | 557   | 29.4% |            |

## Historia
Los recursos naturales agropecuarios se complementan con el potencial minero de Montmeneu, la cima culminante del Segriá con 494,9 m. Estas favorables condiciones de habitabilidad han hecho que desde muy antiguo el hombre ocupara las tierras del Bajo Segre para vivir. Sus testimonios se remontan a comienzos de la Edad del Bronce y poco a poco el número de asentamientos ha ido aumentando hasta llegar a ser una de las zonas de Cataluña más ricas en restos arqueológicos. En el término municipal de Serós podemos destacar las necrópolis de los campos de urnas de Rocas de San Queso y Pedrós y el poblado e iglesia paleocristiana y visigoda de El Bovalar. En el centro de la población destaca la iglesia parroquial de Santa María, construida en 1745 y el Palacio de los Montcada, después de Medinaceli, actualmente muy degradado. A la salida de la población, a 2 km en dirección a La Granja d'Escarp se encuentra la casa trinitaria de Avinganya (siglos XIII-XIX), primera casa trinitaria de la península ibérica y actual sede del Centro de Arqueología de la Fundación Pública Instituto de Estudios Ilerdenses de la Diputación de Lérida. La villa perteneció a la corona hasta 1212, a partir de este año fue cedida a Constanza de Aragón, hija del rey Pedro I, al casarse con el senescal Guillén Ramón de Montcada, donación confirmada en 1233 por el rey Jaime I, a partir de estos momentos queda vinculada a la baronía de Aitona de los Montcada, que a partir de 1722 se fusionarán con los duques de Medinaceli.

## Economía
Agricultura de regadío. Ganadería bovina y porcina. Industria agropecuaria.

## Comunicaciones
Tiene parada la línea nocturna de autobús NL1 (Lérida-La Granja de Escarpe).

## Lugares de interés

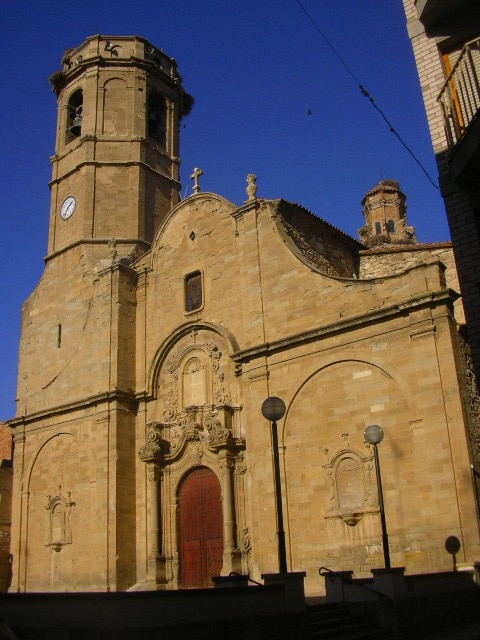
Iglesia parroquial de Santa María

- Iglesia de Santa María, de estilo barroco (siglo XVIII).
- Palacio de los Montcada.

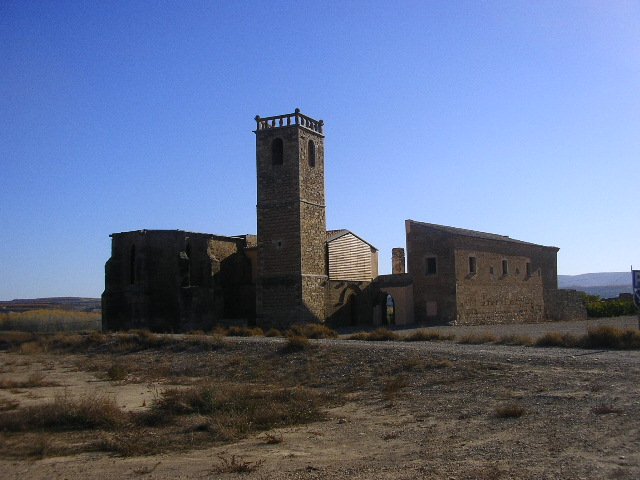
Monasterio de Avinganya

- Monasterio de Nuestra Señora de los Ángeles de Avinganya. La casa trinitaria de Avinganya se encuentra a 2 km al suroeste de la villa de Serós. Fue torre agropecuaria (siglos XI-XII), casa y monasterio trinitario (siglos XIII-XIX) y centro de arqueología (a partir de 1996). Desde diciembre del año 1986 hasta el año 2000, la dirección de la excavación ha sido llevada a cabo por Joana Xandri, del Servicio de Arqueología del IEI, exceptuando la campaña entre los meses de enero y abril del año 1989, que fue dirigida por José Medina, también miembro del Servicio de Arqueología del IEI. El conjunto monástico de Avinganya tiene dos partes bien diferenciadas, tanto funcionalmente como estilísticamente. Por un lado, tenemos el área religiosa, formada por el templo y el campanario. Su cronología va desde los inicios del convento, en el siglo XIII, hasta la última etapa, siglos XVII-XVIII, pasando por la parte más monumental del siglo XV, que es del más puro estilo gótico. Por el otro, tenemos el área residencial de la comunidad religiosa, formada por el claustro y las edificaciones que la rodean por el este, el sur y el oeste; con una cronología de los siglos XVII-XVIII, a excepción de la zona oriental del claustro, donde hay todavía en pie un paramento gótico y probablemente los restos de la primera torre islámica. Desde el inicio de la recuperación de Avinganya y de la investigación arqueológica en el año 1986 hasta el momento, se ha intervenido en el interior del templo, en el interior del campanario, en las alas norte y oeste del claustro , en la planta semisubterránea y el primer piso del edificio residencial del lado oeste, a la posible torre islámica que se encuentra al este del conjunto monacal, en el edificio del sector meridional de la zona residencial, al sur del recinto claustral y junto noreste del monasterio en el exterior del conjunto monástico.
- Yacimiento arqueológico del Bovalar, con restos paleocristianos y visigodos.
- Necrópolis de campos de urnas de Rocas de San Formatge y Pedrós.
- Montmaneu. El cerro de Montmaneu es el techo del Segriá, con una altura de 494 m. Las vistas abarcan la llanura de Lérida, la sierra de Picarda, el Segre y las tierras de Mequinenza y la franja de poniente separadas por el Ebro. Desde la Granja D'Escarp, localidad vecina, salen varios itinerarios para acceder, ya sea en bicicleta de montaña, coche 4X4 o bien a pie. Estos itinerarios están indicados en carteles tanto dentro de la localidad como a lo largo del recorrido.

## Centros educativos
- Llar d'infants Quitxalla: Guardería municipal.
- Escola Miquel Baró Daban: Centro de educación infantil y primaria.
- INS Seròs: Centro de educación secundaria obligatoria y bachillerato.